# GtkRadiant
Gtkradiant är ett program för bandesign, utvecklat av id Software och Loki Software. Gtkradiant används för att konstruera banor till olika datorspel som Quake III Arena och Wolfenstein: Enemy Territory. Programmet fungerar som en visuell hjälp för att redigera textbaserade map-filer som sedan kan kompileras till bsp-filer med q3map2. Gtkradiant är gratis och går att ladda ner från den officiella webbplatsen.